# Ajlec
Ajlec je priimek v Sloveniji, ki ga je po podatkih Statističnega urada Republike Slovenije na dan 1. januarja 2010 uporabljalo 128 oseb in je med vsemi priimki po pogostosti uporabe uvrščen na 3.486. mesto. 

## Znani nosilci priimka
- Desiree Ajlec, alpska smučarka
- Janez Ajlec (1947-2017), podjetnik, proizvajalec plastičnih oken
- Jožef Ajlec (1874-1944), kipar
- Jurij Ajlec (1803- ?), nabožni pisec, slikar
- Kornelija Ajlec (*1984), zgodovinarka
- Rafael Ajlec (1915-1977), glasbeni pisec, muzikolog
- Vlado Ajlec, pohodnik in pesnik